# Pravda

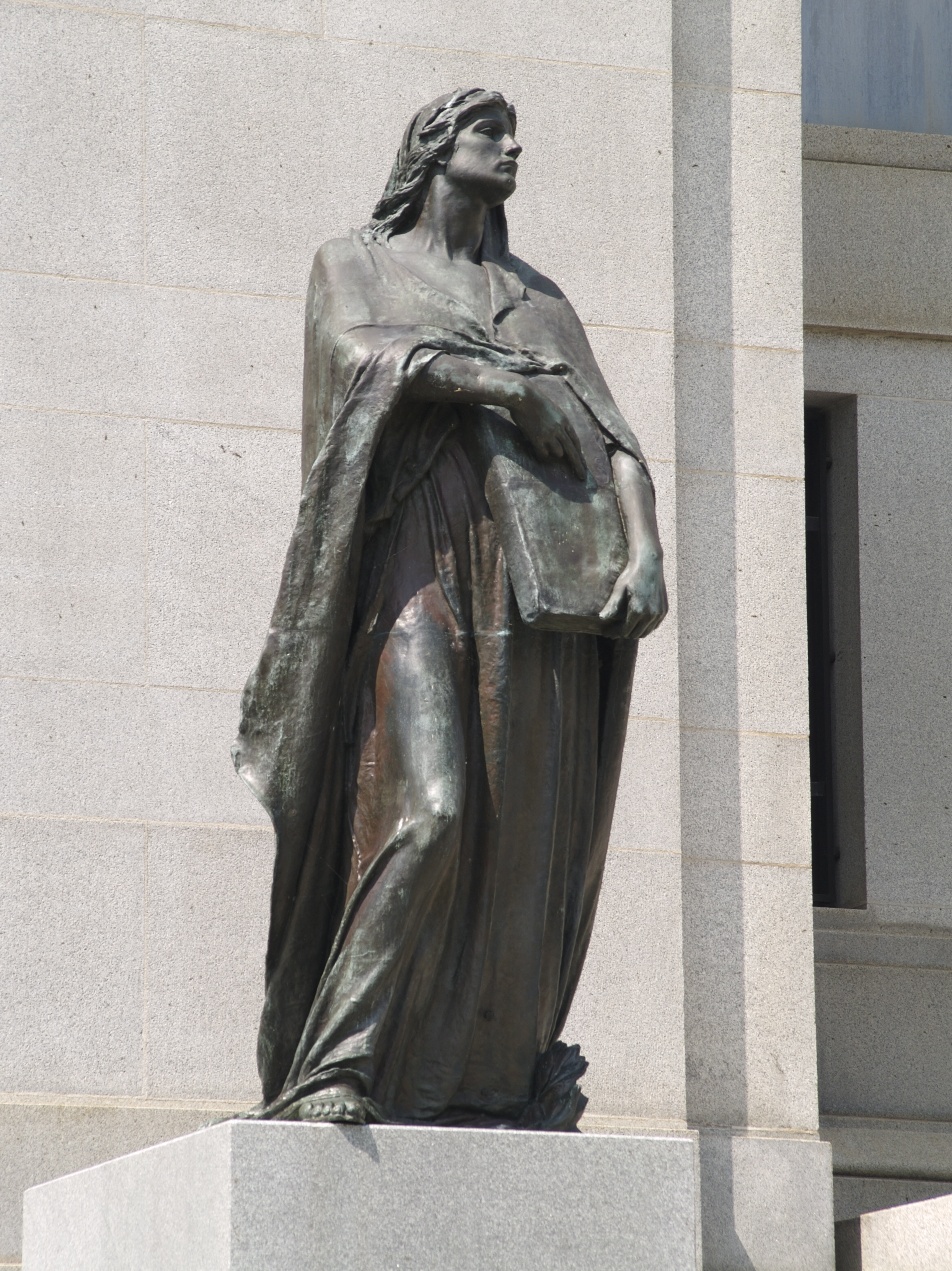
Walter Seymour Allward, Veritas, 1920

Ve filozofii je pravda termín, kterým se označuje základní hodnota poznání. Definice pravdy není jednotná, v zásadě může být za pravdu považováno buď to, co poznáváme, co poznáváním objevujeme (Prótagorás) nebo, dle jiných filozofů (Sókratés, Platón, Aristotelés), to, co je výsledkem našeho poznání.
Určení pravdy pak záleží na kritériích pro pravdivost zvolených. Filozofie rozlišuje pět teorií pravdy (koherenční, korespondenční, performativní, pragmatická a sémantická).

## Role pravdy ve filozofii
Pravda je jedním z ústředních témat filozofie. Je také jedním z největších. Hraje primární úlohu ve filosofii, vědě, právu a náboženství již po tisíce let. Kromě toho se obrovské množství otázek ve filozofii týká pravdy, a to buď tím, že se opírají o tvrzení o pravdě, nebo tvrzení o pravdě implikují.

## Druhy pravdy
Pravda může být:
- absolutní - neměnná, založená na faktech či důkazech.
- relativní - závislá na konkrétním pohledu, viz relativismus a kulturní relativismus

nebo také
- objektivní - nezávislá na subjektu
- subjektivní - závislá na osobě

## Teorie pravdy
Pravdě se věnuje formální logika a epistemologie. Pravdivé mohou být výroky, premisy, závěry, přesvědčení nebo soudy.
Existuje několik rozšířených teorií pravdy:
- Adekvační nebo někdy též korespondenční teorie pravdy je klasický pohled, který zastával Aristotelés (384 př. n. l. - 322 př. n. l.) a středověká filosofie. Pohlíží na pravdu jako shodu mezi poznáním a věcí (skutečností):
„Pravdivé je říci o něčem, co je, že to je, a o něčem, co není, že to není.“ Aristotelés
„Pravda je shoda skutečnosti s poznáním. (Veritas est adaequatio rei et intellectus.)“ Tomáš Akvinský
- Určitá modifikace této teorie, která pohlíží na pravdivost čistě z hlediska výroků, pohlíží na pravdu jako shodu informace se skutečností.
- Koherenční teorie pravdy pohlíží na pravdu jako na koherentní řadu výroků. Řada výroků jsou obvykle výroky, které nejlépe vysvětlují nebo nejúplněji popisují svět.
- Konsensuální teorie pravdy (autorem je Charles Peirce) pohlíží na pravdu jako cosi, na čem se shodne určitá skupina lidí, např. kompetentní odborníci.
- Pragmatismus se domnívá, že pravda je úspěchem praktických důsledků myšlenky, tj. je totožná s užitečností.
- Boží pravda: skutečnost definovaná Bohem a výroky, které ji popisují. Poznání je proces, ve kterém člověk pravdu odhaluje. V tomto smyslu Ježíš Kristus řekl: „Já jsem ta cesta, pravda i život. […]“[3] a v českém kontextu takto o pravdě hovořil Jan Hus.
- Prázdnota - dle buddhistického učení je veškerá jevící se existence prázdnou, pomíjivou iluzí bez jakékoliv vnitřní podstaty.

Pravdu lze také definovat jako dokonalý model reality. Může však být dokonalý, tedy na 100 % odpovídající skutečnosti, pouze teoreticky. Naše schopnosti popsat realitu mají omezení. Často neumíme skutečnost dokonale změřit (máme nedokonalé smysly) nebo nás může limitovat vyjadřovací schopnost jazyka, ve kterém poznání reprezentujeme. Informace mohou být také zkreslené při jejich přesunu v prostoru a čase, a to jak záměrně, tak použitím nespolehlivého média.
Nejen lidé, ale i ostatní živé organismy, potřebují pro své přežití činit správná rozhodnutí, a k tomu potřebují znát pravdu. Ta je však často prakticky nedostupná, a proto si v reálném životě pomáháme dalšími nástroji, které nám umožňují se pravdě alespoň přiblížit:
- Konsenzus - pokusíme se na pravdě dohodnout.
- Většina - pravda je to, čemu věří víc lidí.
- Autorita - pravda je to, co řekl náčelník kmene, soudce, centrální server, Bible, atd.
- Vědecké metody - pravda je to, co bylo opakovaně potvrzeno dobře navrženým experimentem.

Všechny uvedené nástroje jsou zneužitelné a nemusí nutně vést k pravdě. Konsenzu lze dosáhnout manipulací, autoritu lze zkorumpovat a výrok „Stokrát opakovaná lež se stává pravdou.“ (připisován Josephu Goebbelsovi) nám ukazuje, že i s většinovým názorem lze pohnout.

## Pravdivostní paradoxy
Základním kamenem logiky jsou pravdivé nebo nepravdivé soudy, následující příklady se týkají klasických paradoxních logických soudů.
Existuje skupina výroků, o kterých nelze s jistotou prohlásit, zda jsou pravdivé nebo ne: vypovídají o sobě samých takovým způsobem, že předpoklad jejich pravdivosti má za důsledek jejich nepravdivost a naopak. Tyto výroky se nazývají sebevyvracející výroky.
Klasickým příkladem známým od starověku je tzv. paradox lháře. Jde o tvrzení Kréťana Epimenida (Ἐπιμενίδης): „Všichni Kréťané jsou lháři!“.
Silnější a podobně nerozřešitelný je ovšem výrok „Teď právě lžu.“ („Tato věta je lživá.“)
Všechny tyto pravdivostní paradoxy vyplývají z reálné nemožnosti absolutně definitivně objasnit skutečnost, které se pravdivostní výrok týká, neboť každá "skutečnost" je vždy relativní ke svému pozorovateli a tedy ne absolutní sama o sobě.

## Antická filosofie
V antické filosofii byla Alétheia (ἀλήθεια, řecky pravda, v původním významu neskrytost, taktéž znamená zjevení, živoucí, existující) pro označení skutečného poznání v protikladu k pouhému zdání (doxa); vyjadřuje, že pravda se skrývá pod povrchem jevů a je třeba ji intelektuálně odkrývat.

## Křesťanství
Bible popisuje pravdu jako Bohem stanovenou skutečnost. Pravda je součástí Božího stvoření. Člověk má možnost pravdu poznávat, ale není tím, kdo pravdu stanovuje. Poznání pravdy je pro člověka částečné, plné poznání pravdy je pouze u Boha samotného. Pravda není považována pouze za myšlenkový koncept, ale za způsob života v souladu s Bohem, v němž činy člověka odpovídají jeho slovům.
Ježíš Kristus je považován za zjevení pravdy, kým je Bůh a jaký je záměr Boha pro člověka. V tomto smyslu Ježíš sám sebe nazývá Pravdou.
V českém kontextu takto o pravdě hovořil Jan Hus, jím inspirován je nápis na vlajce českého prezidenta "Pravda vítězí".